# 최병묵
최병묵(崔秉默, 1959년 ~ )은 대한민국의 [現] 조선뉴스프레스 월간조선 편집장(부국장)이다.

## 방송
- TV조선 최병묵의 이것이 정치다 (2017년 6월 26일 ~ 11월 3일)

## 저서
- 각하 찢어버립시다(공)/1996조선일보 편집부